# Pływanie artystyczne na Mistrzostwach Świata w Pływaniu 2019 – program highlight
Program highlight – jedna z konkurencji rozgrywanych w ramach pływania artystycznego, podczas mistrzostw świata w pływaniu w 2019. Zawody te odbyły się 15 lipca, do nich zgłoszonych zostało 8 reprezentacji, z których każda mogła wystawić do rywalizacji dziesięć zawodniczek.
Zawody w tej konkurencji wygrały reprezentantki Ukrainy Maryna Ałeksijiwa, Władysława Ałeksijiwa, Wałerija Aprelewa, Marta Fedina, Weronika Hryszko, Darja Kornejewa, Ołeksandra Kowałenko, Jana Nariżna, Kateryna Reznik, Anastasija Sawczuk, Alina Szynkarenko i Jełyzaweta Jachno. Drugą pozycję zajęły zawodniczki z Włoch Beatrice Callegari, Domiziana Cavanna, Linda Cerruti, Francesca Deidda, Costanza Di Camillo, Costanza Ferro, Gemma Galli, Marta Murru, Alessia Pezone, Enrica Piccoli, Federica Sala i Francesca Zunino. Trzecią pozycję zaś wywalczyły pływaczki artystyczne reprezentujące Hiszpanię Leyre Abadía, Ona Carbonell, Abril Conesa, Berta Ferreras, Cecilia Jiménez, María Juárez, Meritxell Mas, Paula Ramírez, Sara Saldaña, Iris Tió i Blanca Toledano.

## Wyniki
| Miejsce | Państwo   | Wynik   |
| ------- | --------- | ------- |
| 01 !    | Ukraina   | 94,5000 |
| 02 !    | Włochy    | 91,7333 |
| 03 !    | Hiszpania | 91,1333 |
| 4.      | Kanada    | 89,9333 |
| 5.      | Francja   | 87,2000 |
| 6.      | Izrael    | 83,7000 |
| 7.      | Węgry     | 77,5667 |
| 8.      | Tajlandia | 71,1333 |